# Isla Rikord
La isla Rikord (en ruso: Остров Рикорда) es una isla de Rusia en el golfo de Pedro el Grande a 30 km al sur de Cuerno de Oro y 4 km al sur de la isla Reinecke. Fue llamada así en honor del almirante Pedro Ricord.
Con una superficie de cerca de 5 km², es la isla deshabitada más grande del krai de Primorie. Administrativamente la isla está bajo la jurisdicción de Vladivostok.
El punto más alto está a 178 m sobre el nivel del mar. La isla forma parte del archipiélago de la Emperatriz Eugenia, nombrado así por un marinero francés a mediados del siglo XIX en honor a la emperatriz Eugenia de Montijo, esposa de Napoleón III y última Emperatriz de los Franceses.